# 시옹공항
시옹공항(Sion Airport, IATA: SIR, ICAO: LSGS)은 스위스 시옹시의 공항으로, 론강에서 시온시 남서쪽으로 2.5km 지점에 위치해 있다. 1935년 개항했다. 공항의 주요 항공사는 스위스 에어0-글래셔(Swiss Air-Glaciers)이다. 에어 체르마트 외에도 발레주의 항공 구조 업무를 담당하고 있다. 또한 여러 제공 업체에서 소형 비행기나 헬리콥터로 알프스의 관광 관광 항공편을 제공한다. 비행의 대부분은 비행학교와 같은 비상업적이다. 공항에서 최대 1개 보잉 737 또는 에어버스 A320(항공기 크기에 따라 다름)이 한 번에 착륙하여 처리된다.

## 항공사와 목적지
다음 항공사는 시옹 공항에서 계절 및 계절 전세 항공편을 운영한다.
| 항공사      | 목적지                                                                                 |
| ----------- | -------------------------------------------------------------------------------------- |
| 에어 마운틴 | 계절 운항: Calvi, Figari, 로마 피우미치노 국제공항 (2022년 8월 4일 시작), Saint-Tropez |
| 헬베틱 항공 | 계절 전세: 팔마데마요르카 공항 (2022년 7월 14일 재개)                                  |

이곳에서 가장 가까운 더 큰 국제공항은 제네바 공항이다. 서쪽으로 110km 떨어진 곳에 소규모 베른 공항이 북쪽으로 등거리에 있다.

## 공군공항
스위스 공군은 시옹을 4개의 제트 전투기 공군 기지 중 하나로 사용하며, 나머지는 파예른, 마이링엔 및 에멘이다. 공군 기지의 명칭은 플루크플라츠코만도 14 시옹(Flugplatzkommando 14 Sion)으로 알려져 있다. 지주형 필라투스 PC-6, 필라투스 PC-7, 필라투스 PC-9 및 필라투스 PC-21 외에도 헬리콥터 F/A-18 및 F-5 타이거와 함께 시옹을 집중적으로 사용한다. F-5E를 탑재한 민병대 파일럿 유닛 플리거슈타펠 19 슈반스(Fliegerstaffel 19 Swans)의 본거지이다. 시옹 공항은 활주로 양쪽 끝에 개폐식 어레스팅 기어](F/A-18에서 사용하고, F-5에서 문제 발생 시 사용)가 장착되어 있다.
스위스 공군의 재편성으로 인해 공군은 2017년 이후 시온을 떠나고 시온은 민간항공만 사용하며, 공군의 대체 비행장 역할만 할 예정이었다.

## 같이 보기
- 스위스의 교통